# Гейл, Питер
Питер Гейл (Pieter Geyl; 15.12.1887, Дордрехт — 31.12.1966, Утрехт) — голландский историк.

## Биография
Окончил Лейденский университет, где получил докторскую степень (1913). После кратковременной работы в гимназии в 1912-13 годах, переехал в Лондон — корреспондентом голландской газеты.
В 1919—1935 годах — преподаватель Лондонского университета, профессор. В 1935 году возвратился на родину, где профессором занял кафедру истории Утрехтского университета.
В октябре 1940 года был арестован нацистами, до 1941 года содержался в Бухенвальде, затем переведен на родину.
После освобождения Голландии в 1945 году восстановлен на кафедре истории Утрехтского университета.
Известен своей критикой построений английского историка Арнольда Тойнби (Debates with Historians, 1958).
Был дважды женат.